# Костромская группа говоров
Костромска́я гру́ппа го́воров — говоры севернорусского наречия, размещённые на территории Костромской области на границе со среднерусскими говорами (Владимирско-Поволжской группой), объединённые общими для них диалектными чертами.

## Классификация
| Классификация: - Русский язык - Севернорусское наречие |

Костромские говоры подразделяются на две группы, отличающиеся некоторыми особенностями как в системе вокализма, так и в системе консонантизма — западную (буйско-костромскую) и центрально-восточную (макарьевско-кологривскую):
- с ростово-суздальской основой (буйские, костромские, ярославские, ростовские);
- с новгородской основой (рыбинские, пошехонские, макарьевские, кологривские).

Помимо костромских говоров на территории нынешней Костромской области различают:
- говоры южных частей Нерехтского и Красносельского районов, больше сходные с владимирскими говорами, нежели с костромскими;
- акающие говоры Чухломского острова (территории Солигаличского, Чухломского районов, частично — Буйского и Галичского районов),

появившиеся в результате переселения с территории Юго-Западной Руси части её населения;
- говоры северо-восточных районов Костромской области (Октябрьского, Вохомского, Пыщугского, Павинского районов, частично — Поназыревского, Шарьинского районов), относящиеся к Вологодской группе говоров.

Костромская группа говоров занимает особое место и является по своей сущности переходной между северорусским наречием и среднерусскими говорами, образовавшись путём «наложения» друг на друга древненовгородского диалекта и диалекта Ростово-Суздальской земли. Она распространена на территориях Пошехонского, Рыбинского, Даниловского, Любимского и отчасти Ярославского района Ярославской области, а также большей части Костромской области (за исключением говоров Нерехтского, Красносельского, Галичского, Солигаличского и Чухломского районов). Указанные особенности можно объяснить двумя причинами:
- заселение славянами этих земель шло двумя потоками (с Новгородской земли и Ростово-Суздальского княжества).

## Отличия от других севернорусских говоров
От прочих групп севернорусского наречия, костромские говоры отличаются следующим:
- В области фонетики:
  - отсутствием дифтонгов, а также деления гласных «о» и «е» на открытые и закрытые.
  - сохранением мягких «д» и «т» без свистящего призвука, и мягких «з» и «с» без шепелявого призвука, ср. костр. «ходили» «село» и новгород. «ходзили», «село».
  - «ц» и «ч» обычно различаются, при этом последний звук может быть как твёрдым так и мягким (в зависимости от позиции в слове).
- В области грамматики:
  - отсутствие твёрдого инфинитива, безличной конструкции типа «у меня корову подоено».
  - отсутствие спрягаемых форм прошедшего времени типа «ты вышедши», «они пришедша» (за исключением рыбинских, пошехонских, даниловских и буйских говоров).
- В области лексики:
  - для костромских говоров характерно некоторое число заимствований финно-угорского происхождения, отражающих местные реалии, включая топонимы, природные объекты, хозяйственные предметы и т. п.

## Особенности говоров
1. Разновидность ассимилятивного прогрессивного смягчения задненёбных [г] — [к] — [х], при которой такое смягчение наблюдается после парных мягких согласных при отсутствии смягчения после [ч’] и [j]: ба́[н’к’]а, но до́[ч’к]а, ча[йк]у́.
2. Окончание -ей в форме родительного пад. мн. числа существительных жен. рода с окончанием на -а с мягкой основой: ба́н[ей], йа́блон[ей], дере́вн[ей] и т. п.
3. Произношение сн в соответствии чн в словах типа молочный: молосной.
4. Распространение слов: сосунок (жеребёнок в возрасте до года), стрига и стриган (жеребёнок на втором году), третьяк (жеребёнок на третьем году) и др.
5. Употребление билабиального сонанта (w) и билабиального спиранта (ф), не образующих пары по звонкости-глухости между собой вместо "v" и "f", как в литературном языке и в большинстве северных говоров.